# مایک بانتم
مایک بانتم (انگلیسی: Michael Allen Bantom؛ زاده ۳ دسامبر ۱۹۵۱) یک بازیکن بسکتبال در پست‌های فوروارد قدرتی و سنتر اهل ایالات متحده آمریکا است.
از باشگاه‌هایی که در آن بازی کرده‌است می‌توان به فینیکس سانز، سیاتل سوپرسانیکس، بروکلین نتس،  ایندیانا پیسرز، فیلادلفیا سونتی‌سیکسرز و ویرتوس رم اشاره کرد.
وی در مسابقات کشوری و بین‌المللی در مجموع برندهٔ ۱ مدال نقره شده‌است.